# زيارت ميرعمر
زيارت ميرعمر (بالفارسية: زیارت میرعمر) هي قرية تقع في قسم جلغة تشاة هاشم الريفي (مقاطعة دلغان) في إيران. يقدر عدد سكانها بـ 154 نسمة بحسب إحصاء 2016.